# Melanella bilineata
Melanella bilineata är en snäckart som beskrevs av Joshua Alder 1848. I den svenska databasen Dyntaxa används istället namnet Eulima bilineata. Enligt Catalogue of Life ingår Melanella bilineata i släktet Melanella och familjen Eulimidae, men enligt Dyntaxa är tillhörigheten istället släktet Eulima och familjen Eulimidae. Arten är reproducerande i Sverige. Inga underarter finns listade i Catalogue of Life.